# 6. Sinfonie (Atterberg)

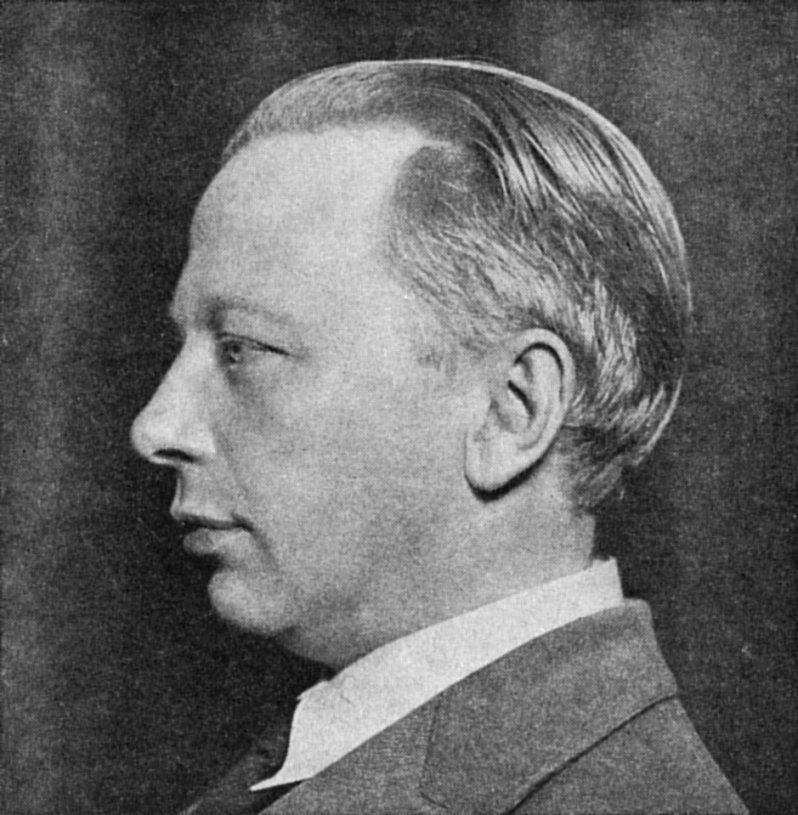
Kurt Atterberg

Die 6. Sinfonie C-Dur op. 31 des schwedischen Komponisten Kurt Atterberg (1887–1974) entstand in den Jahren 1927/28. Das Werk erhielt beim Internationalen Schubert-Wettbewerb 1928 den Ersten Preis. Die damit verbundene Prämie von 10.000 $ brachte der Sinfonie den Beinamen „Dollarsinfonie“ ein.

## Entstehung
1927 schrieben die britisch-amerikanische Plattenfirma Columbia und die Gesellschaft der Musikfreunde in Wien anlässlich der Feiern zum 100. Todestag Franz Schuberts einen Kompositionswettbewerb aus. War zunächst eine Vollendung von dessen h-Moll-Sinfonie (der „Unvollendeten“) vorgesehen, wurden die Wettbewerbsbedingungen in der Folge mehrfach verändert, bis zuletzt lediglich ein Orchesterwerk im Geiste Schuberts gefordert wurde, wobei die Schubert‘sche Orchesterbesetzung weitgehend beibehalten werden sollte.
Atterberg, als Komponist u. a. bereits mit 5 Sinfonien hervorgetreten und auch außerhalb seines Heimatlandes bekannt geworden, erfuhr von dem Wettbewerb erst im November 1927. Die Einreichungsfrist wurde jedoch von zunächst Ende 1927 wegen mehrfach geänderter Wettbewerbs-Bedingungen bis Ende April 1928 verlängert. Dies gab Atterberg Gelegenheit zur Vollendung seiner 6. Sinfonie, die er offenbar bereits vor Kenntnis des Wettbewerbs begonnen hatte. Am 8. April 1928 gab er die Partitur zur Post. Am 23. Juni 1928 erkannte die hochkarätig besetzte Jury unter den 513 eingesandten Werken der 6. Sinfonie Atterbergs den Ersten Preis zu, der mit einer Prämie von 2.000 £ bzw. 10.000 $ verbunden war. Neben der Uraufführung durch renommierte Interpreten war eine Schallplattenaufnahme sowie der Druck bei der Universal Edition zugesagt.
Das Preisgeld trug dem Werk bald den Beinamen „Dollar Symphony“ („Dollarsinfonie“) ein. Atterberg erwarb davon einen Fordwagen und nahm umgehend Fahrstunden.

## Uraufführung und Einspielungen
Am 15. Oktober 1928 erfolgte die Uraufführung von Atterbergs 6. Sinfonie C-Dur op. 31 in Köln durch das Gürzenich-Orchester unter Leitung von Hermann Abendroth. Bereits am 12. August 1928 war das preisgekrönte Werk durch das Royal Philharmonic Orchestra in London unter Leitung von Thomas Beecham für die Schallplattenfirma Columbia aufgenommen worden. Von der Aufnahme wurden binnen kurzem über 100.000 Platten (also wohl 25.000 Sets zu je 4 Platten) verkauft. Ebenfalls noch 1928 leitete der Komponist selbst eine Plattenaufnahme des Werks. 1943 kam es zu einer erneuten Einspielung unter Arturo Toscanini.  Danach vergingen fast 50 Jahre, bis 1992 eine Neuaufnahme der 6. Sinfonie durch das Norrköping Symphonie-Orchester unter Jun‘ichi Hirokami für das Label BIS stattfand, gefolgt von einer weiteren im Jahr 1999 für das Label cpo durch die Radio-Philharmonie Hannover unter Ari Rasilainen.

## Werk
Die Partitur sieht folgende Besetzung vor: 3 Flöten (3. auch Piccolo), 2 Oboen, 2 Klarinetten, 2 Fagotte, 4 Hörner, 3 Trompeten, 3 Posaunen, Tuba, Pauken, Schlagzeug, Harfe, Streicher (1. Violine, 2. Violine, Viola, Violoncello und Kontrabass).
Die drei Sätze der Sinfonie sind überschrieben mit: 
- I. Moderato
- II. Adagio
- III. Vivace

Die Spieldauer beträgt etwa knapp 35 Minuten.
Wie bei vielen der zum Schubertwettbewerb eingereichten Werke ist auch in Atterbergs farbig instrumentierter, in spätromantischer Tradition stehenden 6. Sinfonie ein Zusammenhang mit dem Geist Schuberts allenfalls lose erkennbar, zudem geht die Besetzung über das Instrumentarium Schuberts hinaus (größere Teile der Sinfonie waren offenbar entstanden, bevor Atterberg von dem Wettbewerb erfahren hatte). Schwedisch-folkloristisch anmutendes Material findet sich im 1. wie auch im lyrisch-elegischen 2. Satz, in dem die Klarinette solistisch hervortritt. Atterberg schrieb in einem Brief an Carl Nielsen, die ersten beiden Sätze seien „mit größtem Ernst geschrieben und äußerst streng in der Form“, und durch den Wettbewerb nicht beeinflusst. 
Anders der 3. Satz (ein Rondo), der mit einem banal wirkenden Thema beginnt, das zu einer scheinbar gelehrsamen Fuge geführt wird. „So weit hatte ich diesen Satz geschrieben, bevor ich von Columbias Wettbewerb erfuhr, und ich fand heraus, daß dieser scherzhafte Einfall, ohne bestimmte Absichten entworfen, genau das war, was ich als Scherzofinale für eine Symphonie brauchte, falls ich mich überhaupt am Wettbewerb beteiligen sollte. Ich dachte nämlich an die schreiende amerikanische Reklame (und) […] die für das Selbstgefühl eines schaffenden Musikers ziemlich widerliche Aufforderung zu einem reaktionären Musizieren, die in den Wettbewerbsvorschriften enthalten war.“ Anfang 1929 schrieb Atterberg im Musical Digest (Chicago) zudem in einem mit „Wie ich die Musikwelt an der Nase herumführte“ betitelten Artikel, das Finale seiner Symphonie sei „eine Satire auf jene Personen, die, in Verbindung mit dem hundertsten Todesjahr Schuberts, als große Liebhaber und Kenner von Schubert posierten, jedoch ohne Kenntnis von oder Liebe zu seinen Werken.“
Diese Statements des Komponisten führten zu Schlagzeilen wie „£ 2.000 Symphony Hoax“ oder „Joke of Swedish Composer“, was erhebliche Verstimmungen der Verantwortlichen bei Columbia nach sich zog bis hin zur Forderung an Atterberg, das Preisgeld zurückzuzahlen, wozu es jedoch nicht kam.